# Super Tuesday
Super Tuesday er en tirsdag i det tidlige februar eller marts, hvor en stor del af USA's stater holder primærvalg i de år, hvor der er præsidentvalg. På Super Tuesday vælges omkring halvdelen af de delegerede, der afgør hvilken kandidat, der nomineres fra Demokraterne og Republikanerne. Dagen har derfor stor betydning i valgkampen.